# Municipio de McMillan (condado de Luce)
El municipio de McMillan (en inglés: McMillan Township) es un municipio ubicado en el condado de Luce en el estado estadounidense de Míchigan. En el año 2010 tenía una población de 2692 habitantes y una densidad poblacional de 1,72 personas por km².

## Geografía
El municipio de McMillan se encuentra ubicado en las coordenadas 46°30′37″N 85°31′6″O / 46.51028, -85.51833. Según la Oficina del Censo de los Estados Unidos, el municipio tiene una superficie total de 1565,25 km², de la cual 1524,92 km² corresponden a tierra firme y (2,58 %) 40,33 km² es agua.

## Demografía
Según el censo de 2010, había 2692 personas residiendo en el municipio de McMillan. La densidad de población era de 1,72 hab./km². De los 2692 habitantes, el municipio de McMillan estaba compuesto por el 89,19 % blancos, el 0,26 % eran afroamericanos, el 6,17 % eran amerindios, el 0,19 % eran asiáticos, el 0,11 % eran isleños del Pacífico y el 4,09 % eran de una mezcla de razas. Del total de la población el 1,6 % eran hispanos o latinos de cualquier raza.